# Ярцево (Польща)
Ярцево (пол. Jarcewo) — село в Польщі, у гміні Хойниці Хойницького повіту Поморського воєводства.
Населення — 183 особи (2011).
У 1975-1998 роках село належало до Бидгощського воєводства.

## Демографія
Демографічна структура станом на 31 березня 2011 року:
|          | Загалом | Допрацездатний вік | Працездатний вік | Постпрацездатний вік |
| -------- | ------- | ------------------ | ---------------- | -------------------- |
| Чоловіки | 82      | 15                 | 64               | 3                    |
| Жінки    | 101     | 33                 | 57               | 11                   |
| Разом    | 183     | 48                 | 121              | 14                   |